# Rashid Rida

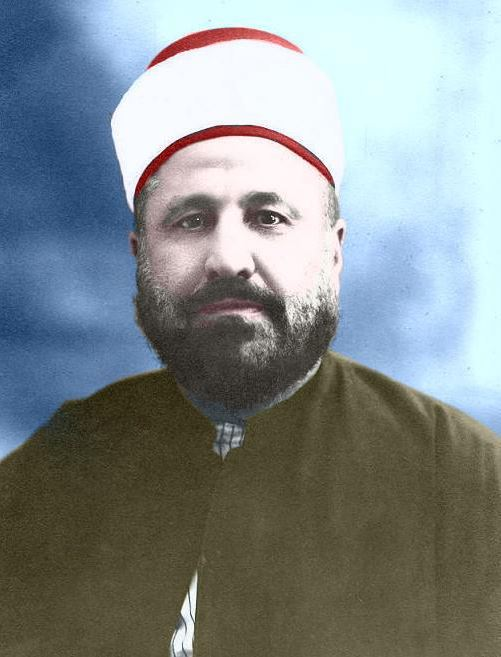
Muhammad Rashid Rida

Muhammad Rashid Rida, känd som Sayyid Rashid Rida, född 1865, död 22 augusti 1935, var en framstående ulama, reformist, teolog och mujaddid.
Rida fördömde strömningarna av sekularism och nationalism i den islamiska världen sedan det Osmanska riket föll i november 1922. Rida efterlyste ett globalt islamiskt renässansprogram för att återetablera ett islamiskt kalifat.
Rida anses av många som en av de mest inflytelserika lärda och jurister i sin generation. Initialt var han influerad av rörelsen för islamisk modernism som grundades i Egypten av Muhammad Abduh. Rida blev senare en resolut förespråkare av verk av Ibn Taymiyyah och Muhammad ibn 'Abd al-Wahhab med flera och var en tidig ledare i den salafistiska rörelsen.
Rida anses av flera historiker som central i att leda salafismen bort från den islamska modernismen. Hans strategi att rehabilitera den muslimska umman genom att återvända till sina islamiska rötter kom att anammas av Muslimska brödraskapet och inspirera senare fundamentalistiska rörelser.

## Uppväxt och utbildning
Rida föddes nära Tripoli i det Osmanska riket, dagens Libanon.
Hans tidiga utbildning bestod av "traditionella islamska ämnen" och sedan i en religiös skola (startad av Husayn al-Jisr) som också undervisade i moderna vetenskaper. Som ung student menade Rida att den muslimska umman behövde reformeras och återupplivas för att hindra dess nedgång, befria sig från omoralisk och kätterska vanor som associerades med den populära sufismen. Omkring 1885 exponerades han för Al-Urwah al-Wuthqa, en tidskrift grundad av Jamal al-Din al-Afghani och Muhammad Abduh, och där den senare kom att bli Ridas mentor. 1897 lämnade han Syrien för Kairo för att samarbeta med Abduh. Året därefter startade Rida tidningen al-Manar med kommentarer på Koranen. Genom al-Manar kom Rida att bli en ledare och förespråkare för den Salafistiska rörelsen.
Efter Abduhs död kom Rida att avvika från sin ursprungliga rationalistiska syn och istället närma sig traditionella salafistiska skriftteologiska metoder som den av Ahl-i Hadith. Han blev en beundrare av den wahhabistiska rörelsen, återupplivade verk av Ibn Taymiyya och ledde den salafistiska rörelsen i en mer konservativ riktning samt anammade en mer strikt skriftteologiskt tillvägagångssätt.
Genom Al-Manar kom Rida att popularisera wahhabistiska läror i den islamska världen.

## Inspiration och inflytande
Rida influerades även av klassiska intellektuella såsom Ibn Qudama, Ghazzali, Mawardi, Razi, Taftasani samt Ibn Rajab, och citerade dem ofta i sina verk.
Rida kom själv att bli inflytelserik för flera av 1900-talets salafistiska intellektuella som till exempel Taqi ud Din al Hilali, Muhibb al Din al Khatib, Muhammad Hamid al-Fiqi, Muhammad Bahjat al-Bitar och främst Muhammad Nasir al-Din al-Albani.